# Kurovské sedlo
Kurovské nebo též Tyličské sedlo (polsky Przełęcz Tylicka) se nachází v nadmořské výšce 683 m na slovensko-polské hranici, na spojnici mezi slovenským městem Bardejov a polským městem Nowy Sącz. Odděluje Ľubovnianskou vrchovinu na jihozápadě od Ondavské vrchoviny a Busova na severovýchodě. Podle slovenského členění zde probíhá také hranice mezi Západními a Východními Karpatami.
Sedlem prochází silnice ze slovenského Kurova do polské Muszynky a Tylicze.